# Linn Township (comté d'Audrain, Missouri)
Linn Township est un township du comté d'Audrain dans le Missouri, aux États-Unis,. En 2010, le township comptait une population de 615 habitants. Il est baptisé en référence à Cuivre Creek.

## Source de la traduction
- (en) Cet article est partiellement ou en totalité issu de l’article de Wikipédia en anglais intitulé « Linn Township, Audrain County, Missouri » (voir la liste des auteurs).